# Hans Janssens
Hans Janssens (ur. 25 marca 1980 w Bonheiden) – belgijski lekkoatleta, długodystansowiec.

## Osiągnięcia
- złoto mistrzostw Europy juniorów (bieg na 10 000 m, Ryga 1999)
- złoty medal mistrzostw Europy w przełajch (juniorzy indywidualnie, Velenje 1999)
- mistrzostwo Belgii (bieg na 10 000 m, 2003)

## Rekordy życiowe
- bieg na 3000 m – 7:49,56 (2002)
- bieg na 5000 m – 13:32,25 (2004)
- bieg na 10 000 m – 29:22,56 (2003)